# Acosmeryx castanea
Acosmeryx castanea är en fjärilsart som beskrevs av Rothschild och Jordan 1903. Acosmeryx castanea ingår i släktet Acosmeryx och familjen svärmare. Inga underarter finns listade i Catalogue of Life.

## Källor

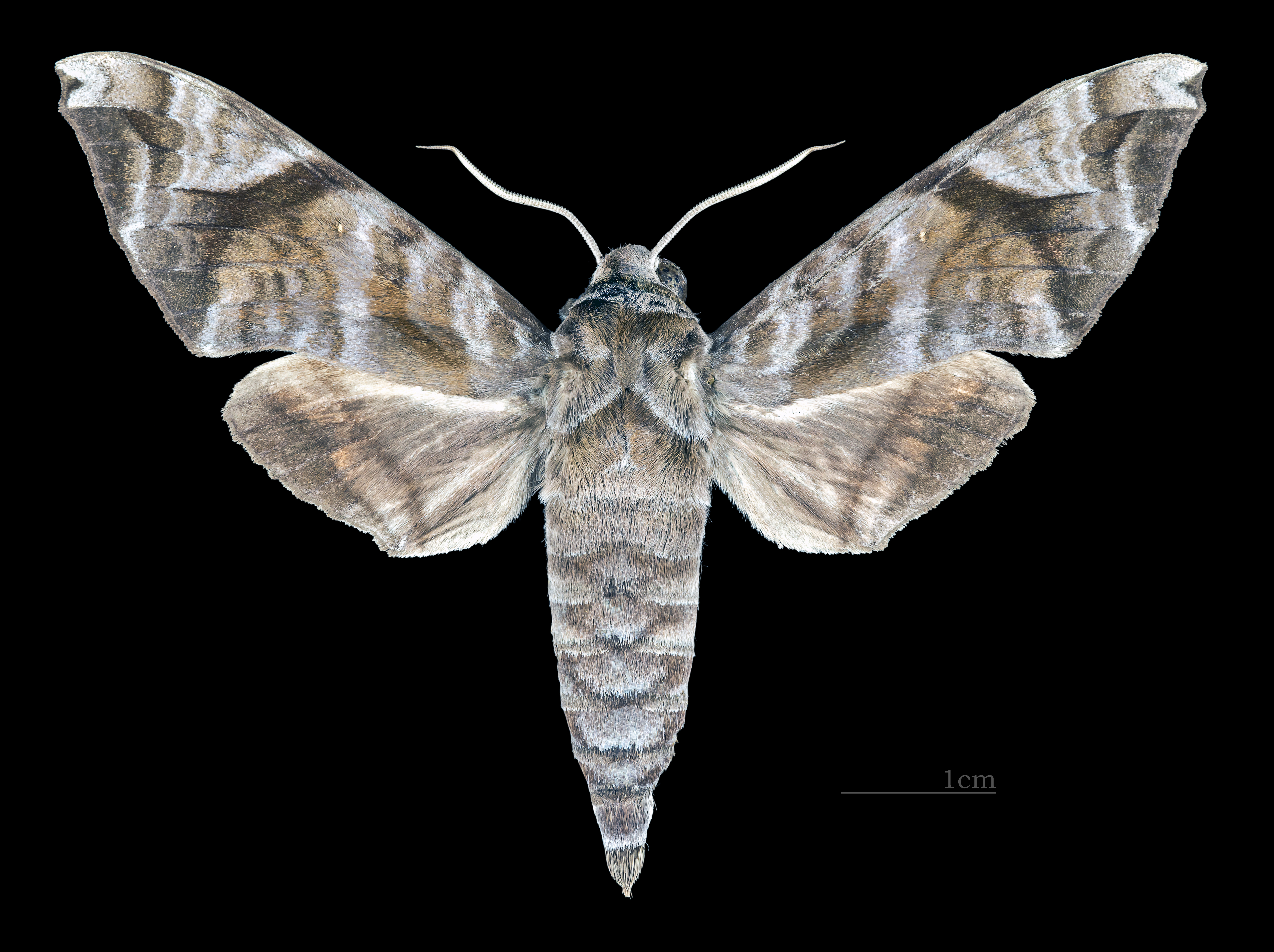
Acosmeryx castanea ♂
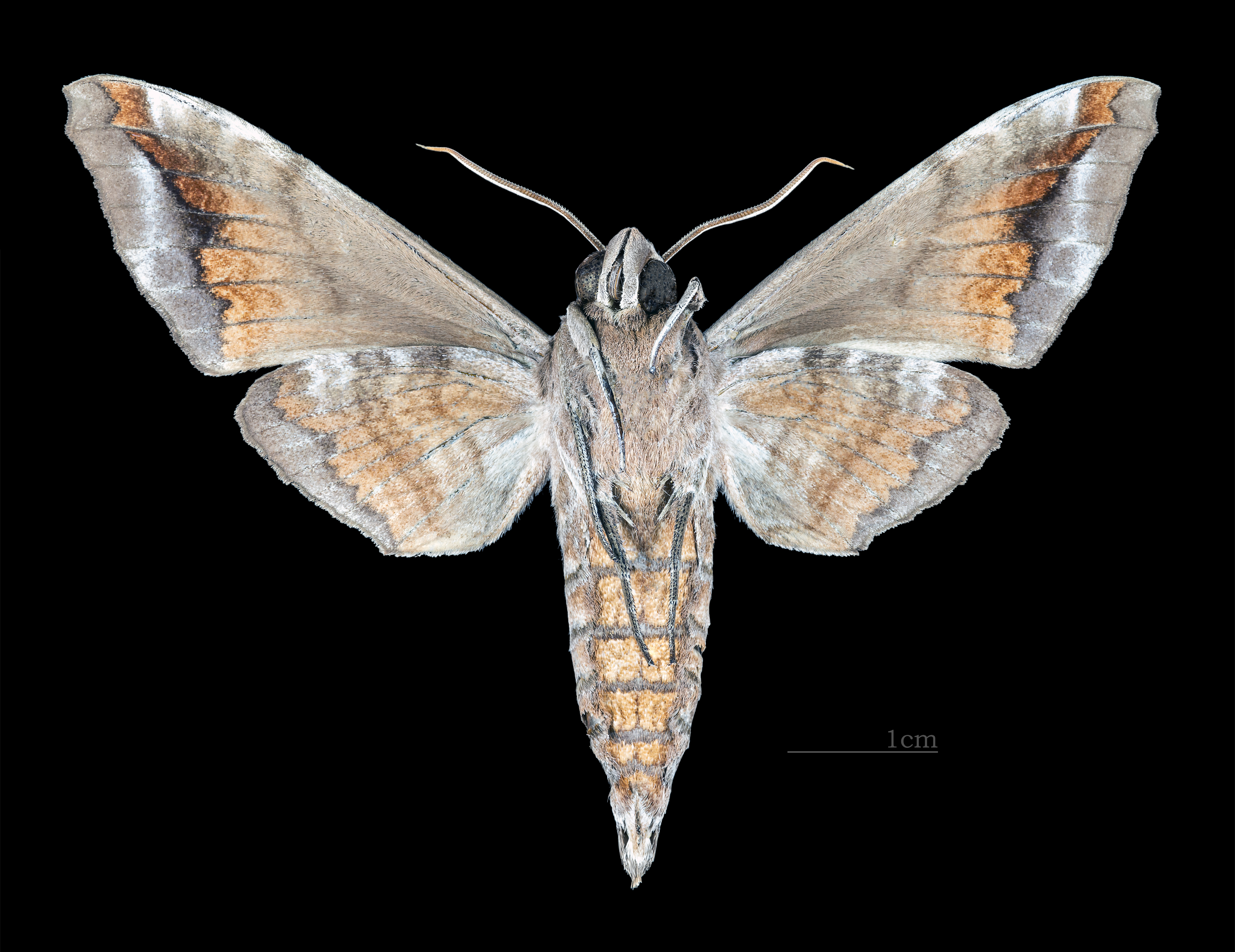
Acosmeryx castanea ♂ △